# Mobile Museum of Art
 (avril 2024).
 (avril 2024).
Si vous disposez d'ouvrages ou d'articles de référence ou si vous connaissez des sites web de qualité traitant du thème abordé ici, merci de compléter l'article en donnant les références utiles à sa vérifiabilité et en les liant à la section « Notes et références ».
Le Mobile Museum of Art (MMofA) dans le sud de l'Alabama est un musée contenant des collections d'œuvres d'art du Sud des États-Unis, des Amériques, d'Europe, ainsi que des œuvres d'art non-occidental. Il est l'un des plus grands musées d'art de la côte du Golfe.

## Historique
Fondé en 1963, le MMofA est devenu le seul musée d'art accrédité du sud de l’Alabama. Connu sous le nom de Mobile Art Gallery jusqu'en 1973, puis renommé en Fine Art Museum of the South jusqu'en 1988, il connait une croissance significative au fil des ans en passant de modeste galerie d'art, à l'unique musée d'art accrédité du sud de l'Alabama. Le musée connait une grande expansion grâce à des campagnes de financement, 15 millions de dollars sont investis pour passer d'un espace de 14 000 pieds, à une surface totale de 95 000 pieds dans les années 1990. En 2014, le musée a célébré son 50e anniversaire en lançant une nouvelle campagne de financement pour rénover et réinstaller ses espaces publics. Aujourd'hui le musée accueille des expositions tournantes et continue d'évoluer dans son service à la communauté, réalisé à travers ses programmes, son éducation, ses expositions et son rayonnement.

## Collection permanente
Le musée abrite une collection permanente de plus de 6 400 œuvre d'art provenant, d'Asie et d'Europe. Cette collection couvre des périodes allant de l'Antiquité classique à nos jours, et comprend des peintures, des sculptures des arts décoratifs, des œuvres sur papier et des objets d'artisanat.

## Activités et programmes
Le musée propose des expositions et des programmes multidisciplinaires (film, poésie et danse), ainsi que des cours d'art en studio pour enfants de 5 ans ou plus et adolescent de 16 ans ou plus.

## Camps d'art estivaux
Les camps d'art du MMofA offrent des connaissances approfondies en art avec des activités pratiques amusantes pour les enfants et adolescents. Ces camps sont animés par des professionnels de l'art, aux artistes célèbres et à la collection du musée. les campeurs peuvent s'inscrire à la session du matin (9h - 12h) à la session de l'après-midi (13h - 16h) ou à la session toute la journée (9h - 16h).

## Partenariat public/privé
Le MMofA est soutenu par un partenariat public/privé unique entre la ville de Mobile et la communauté. Le bâtiment appartient à la ville de Mobile, alors que la collection d'art est privée.